# Mérulaxe des Andes
Scytalopus magellanicus
Espèce
Synonymes
- Motacilla magellanica Gmelin, 1789 (protonyme)

Statut de conservation UICN

 LC  : Préoccupation mineure
Le Mérulaxe des Andes (Scytalopus magellanicus) est une espèce de passereaux de la famille des Rhinocryptidae.

## Description
C’est un petit oiseau de 10 à 12 cm de longueur avec un bec fin et noir. Il ressemble à un Troglodytidae.

## Répartition
Cette espèce est endémique d'Amérique du Sud ; elle vit dans le centre et le Sud du Chili et dans l'Ouest de l'Argentine.

## Taxinomie
L'espèce est décrite en 1789 par le naturaliste allemand Johann Friedrich Gmelin sous le protonyme de Motacilla magellanica. Selon le Congrès ornithologique international et Alan P. Peterson il n'existe aucune sous-espèce,.